# Šentlambert
Šentlambert este o localitate din comuna Zagorje ob Savi, Slovenia, cu o populație de 81 de locuitori.